# Dagny (journal suédois)
Dagny est un journal féministe suédois publié de 1886 à 1913 par la Fredrika Bremer Association (en).

## Historique
Dagny, sous-titré Tidskrift för sociala och litterära intressen (Revue d'intérêts sociaux et littéraires) apparaît en 1886, succédant au Tidskrift för hemmet, un journal féminin publié de 1859 à 1885. Basé à Stockholm, Dagny est affilié à la Fredrika Bremer Association (en), une association de défense des droits des femmes. La rédaction est dirigée par Lotten Dahlgren (en) de 1891 à 1907, puis par Ellen Kleman à partir de 1907. En 1913, le journal cesse de paraître pour des raisons financières, mais il est remplacé l'année suivante par Hertha, un autre journal lié à la Fredrika Bremer Association.
Dagny est le premier journal suédois dont les articles sur les enjeux sociaux sont rédigés du point de vue des femmes. Il contient aussi de nombreux comptes rendus de conférences, des critiques littéraires, des essais et des informations sur la Fredrika Bremer Association. À partir de 1903, il devient le principal organe militant en faveur du droit de vote des femmes en Suède.

## Format
Dagny est un hebdomadaire. Entre 1900 et 1907, il mesure 22 cm et contient entre 15 et 35 pages ; puis 1908 à 1913, il mesure 32 cm et contient 12 pages. L'ensemble du journal, numérisé par les Archives nationales de Suède et l'université de Göteborg, est accessible en ligne.